# NGC 6308
NGC 6308 é uma galáxia espiral barrada (SBc) localizada na direcção da constelação de Hercules. Possui uma declinação de +23° 22' 46" e uma ascensão recta de 17 horas, 11 minutos e 59,7 segundos.
A galáxia NGC 6308 foi descoberta em 6 de Junho de 1863 por Albert Marth.